# Tworki (przystanek kolejowy)
Tworki – przystanek Warszawskiej Kolei Dojazdowej położony przy ul. Natolińskiej i Krętej w dzielnicy Tworki w Pruszkowie.
W roku 2022 wymiana pasażerska na przystanku wyniosła 300-499 osób.
| Linia | Trasa                                                                                            | Takt       |
| ----- | ------------------------------------------------------------------------------------------------ | ---------- |
|       | Warszawa Śródmieście WKD – Tworki – Pruszków WKD – Podkowa Leśna Główna – Grodzisk Maz. Radońska | 15/60 min. |
|       | Warszawa Śródmieście WKD – Tworki – Pruszków WKD – Podkowa Leśna Główna – Milanówek Grudów       | 30/60 min. |

## Opis przystanku

### Peron
Przystanek składa się z dwóch peronów bocznych. Każdy peron posiada jedną krawędź peronową.
- Na peronie 1 zatrzymują się pociągi jadące w kierunku Warszawy
- Na peronie 2 zatrzymują się pociągi jadące w kierunku Grodziska Mazowieckiego.

Na peronie znajdują się dwie blaszane wiaty przystankowe.

### Punkty sprzedaży biletów
Na przystanku pełnozakresowa obsługa biletowa obsługiwana jest wyłącznie przez biletomat na peronie drugim.

### Przejazd kolejowy
Na wschodniej głowicy peronu drugiego znajduje się przejazd kolejowy, prowadzący na teren Szpitala Tworkowskiego. Położony jest wzdłuż ul. Natolińskiej.